# Grecia ai IX Giochi olimpici invernali
La Grecia partecipò ai IX Giochi olimpici invernali, svoltisi a Innsbruck, Austria, dal 29 gennaio al 9 febbraio 1964, con una delegazione di 3 atleti impegnati in una disciplina.

## Risultati

### Sci alpino
- Vasilios Makridis: 78º nello slalom gigante, 56º nello slalom speciale